# ديفيد لي بايلي
ديفيد لي بايلي (بالفرنسية: David Le Bailly)‏ هو صحفي فرنسي، ولد في 1950 في باريس في فرنسا.